# Gebo
Gebo (ook wel Gibu) is de zevende rune van het oude Futhark. De rune is ᚷ en is in drukwerk gemakkelijk te verwarren met de hoofdletter X. Naast elkaar: ᚷ X. De klank is 'G'.
De rune betekent geven, een gift (cadeau) of gave (talent). Gebo is de zevende rune van de eerste groep van acht, de eerste Ætt.

## Karaktercodering
| Unicode Codepoint | U+16b7                   |
| Unicode-Name      | RUNIC LETTER GEBO GYFU G |
| HTML              | &#5815;                  |